# جون بيلاسايز
جون بيلاسايز John Belasyse (24 يونيو 1614 – 10 سبتمبر 1689) كان نبيلا إنجليزيا وجنديا وعضوا في البرلمان الإنجليزي، اشتهر بدوره أثناء وبعد الحرب الأهلية الإنجليزية، حيث حارب في صفوف مؤيدي الملكية.
عاني من السجن خلال ما عرف بالمؤامرة البابوية، رغم أنه لم يقدم قط للمحاكمة.
عاش من عام 1671 حتى وفاته في ويتون قرب تويكنهام في ميدلسيكس.